# Тальсенский уезд
Та́льсенский уезд, с 1920 Та́лсинский уезд (латыш. Talsu apriņķis; нем. Kreis Talsen) — бывшая административная единица Курляндской губернии (1819—1918), затем Латвийской республики (1920—1940) и Латвийской ССР (1940/1944-1949). Уездный город — Тальсен (Талси).

## История
Уезд был создан в 1819 году в результате территориально-административной реформы; состоял из 4 городов и 48 деревень. Территория (до 1925 года) — 3213,5 км2.

## Население
По переписи 1897 года население уезда составляло 61 148 человек, в том числе в Тальсене — 4200 жит., в местечках Сасмакен — 1800 жит., Цабельн — 1400 жит.

### Национальный состав
Национальный состав по переписи 1897 года:
- латыши — 54 285 чел. (88,8 %),
- евреи — 3829 чел. (6,3 %),
- немцы — 2562 чел. (4,2 %),

## Административное деление
В 1913 году в уезде было 27 волостей:
| - Азуппенская, - Ангернская, - Ангер-Леснич — с. Утес-Гриве, - Вальденгаленская — Маткулинский вол. д. в им. Томтен, - Вальгаленская, - Вандаенская, - Ваненская, - Замитенская, - Зантенская, | - Кабилленская, - Кандауская, - Лайдзенская — Тальненский вол. д., - Линенгофская — Зенгенский вол. д., - Липстгузенская — Тальсенский вол. д., - Луб-Эзернская — Луб-Эзернский вол. д., - Маткульнская — им. Томтен, - Нейвакнеская — Нейвакенский вол. д., - Ногалленская — с. Яунцем, | - Ногаллейская, - Нурмгузенская, - Постенденская, - Пуренская, - Спаренская, - Стенденская, - Тальсенская, - Церенская — Кандауский вол. д., - Эрваленская — Эрваленский вол. д., |